# Soto del Real
Soto del Real, antigua villa Chozas de la Sierra, es un municipio español de la provincia y Comunidad de Madrid. Se sitúa en la cara sur de la sierra de Guadarrama, más concretamente en la zona de esta conocida como Cuerda Larga. El valle más próximo al municipio es la Hoya de San Blas. Se encuentra situado a 46 km por carretera de la ciudad de Madrid y a 11 km de Colmenar Viejo. 
Su término municipal es pequeño, 42,17 km², y abarca desde el embalse de Santillana hasta la cima de La Najarra (2120 m) en la sierra, pasando por el piedemonte.

## Geografía

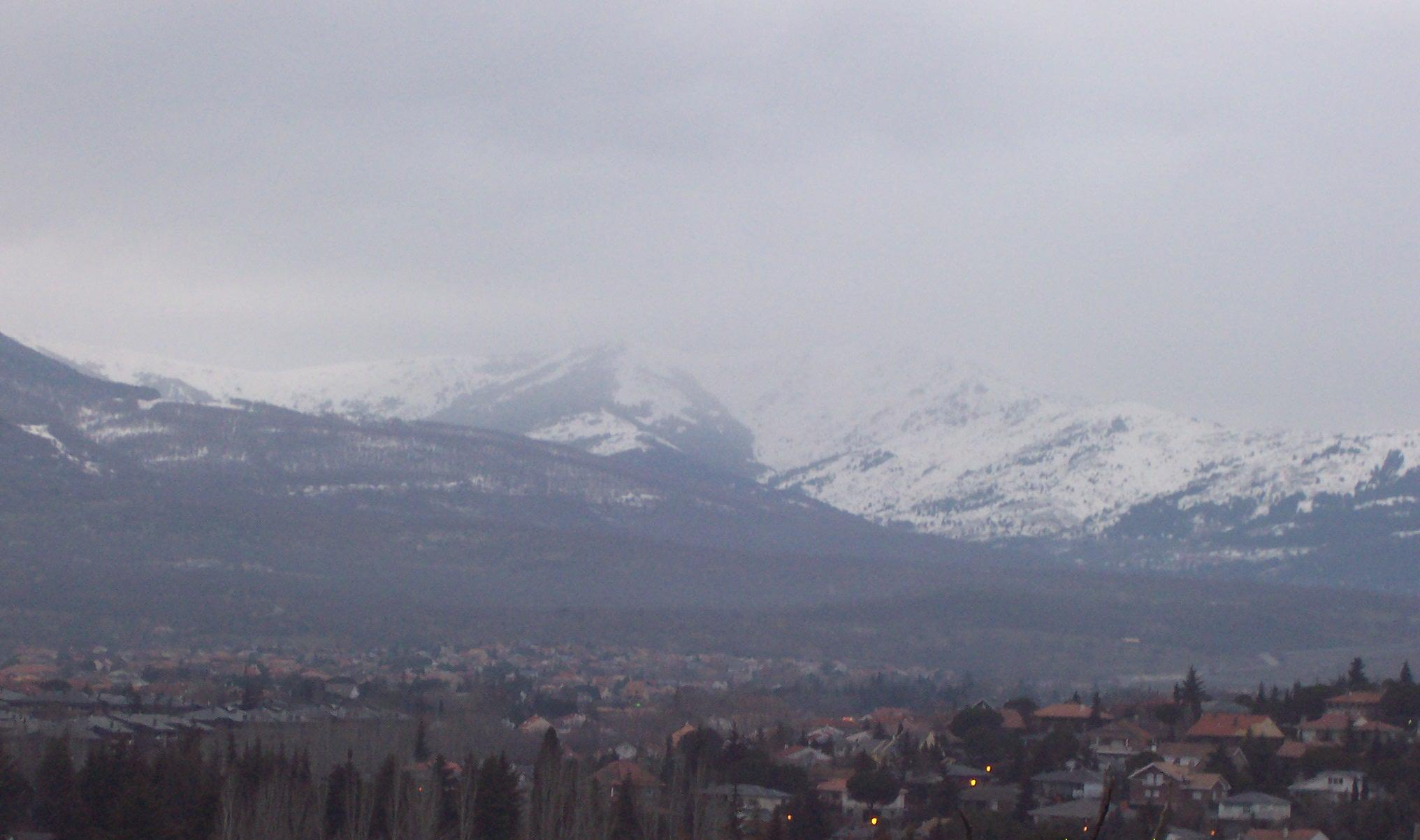
Vista de Soto del Real y su entorno.

Está situado en la zona norte de la Comunidad de Madrid, en el centro de la península ibérica, al norte de la Submeseta Sur (división de la Meseta Central), en la cuenca del río Manzanares y entre los 890 y 2119 metros sobre el nivel del mar.
El término municipal tiene forma alargada de noroeste a sureste. Esta forma responde a que cuando se fueron segregando pueblos del Real de Manzanares, todos requerían un medio variado que incluyera desde terrenos aptos para la agricultura (en el llano) hasta pastos de verano y zonas de leñas (en la montaña). La mayor parte del término municipal está dentro del Parque Regional de la Cuenca Alta del Manzanares y, por lo tanto, está protegido.
Municipios limítrofes:
| Noroeste: Manzanares el Real | Norte: Rascafría    | Nordeste: Miraflores de la Sierra |
| Oeste: Manzanares el Real    |                     | Este: Miraflores de la Sierra     |
| Suroeste: Colmenar Viejo     | Sur: Colmenar Viejo | Sureste: Colmenar Viejo           |

El término municipal engloba terrenos muy variados: cimas de la sierra, sus laderas, y la llamada fosa tectónica de Manzanares-Guadalix.
El núcleo urbano está dentro de la fosa de la que engloba el piedemonte carpetano de esta zona y que divide el bloque tectónico de la sierra de Guadarrama, de las rampas y sierras premontanas, como son la rampa de Colmenar Viejo, el cerro de San Pedro o Cabeza Illescas. Esta zona de fosa es muy encharcable, y en el pasado fue un área donde las enfermedades infecciosas abundaron en cantidad y diezmaron a la población, a lo cual ayudaban el clima y los vientos aquí dominantes del norte y del oeste.
El núcleo urbano está atravesado por los arroyos Mediano, Chozas y Matarrubias que vierten en el embalse de Santillana, es decir, son afluentes del Manzanares.
Geológicamente se divide entre la sierra, donde predominan los gneises con afloramientos puntuales graníticos, y la fosa que está formada por un relleno sedimentario terciario. Además en la zona sur existe una banda caliza del Mesozoico, que conecta con las calizas del embalse de El Vellón.

### Clima
De acuerdo a la clasificación climática de Köppen, el clima mediterráneo continentalizado de Soto del Real se clasifica como de tipo Csb (templado con verano seco y templado).
| Parámetros climáticos promedio de Soto del Real en el periodo 1979-2003 | Parámetros climáticos promedio de Soto del Real en el periodo 1979-2003 | Parámetros climáticos promedio de Soto del Real en el periodo 1979-2003 | Parámetros climáticos promedio de Soto del Real en el periodo 1979-2003 | Parámetros climáticos promedio de Soto del Real en el periodo 1979-2003 | Parámetros climáticos promedio de Soto del Real en el periodo 1979-2003 | Parámetros climáticos promedio de Soto del Real en el periodo 1979-2003 | Parámetros climáticos promedio de Soto del Real en el periodo 1979-2003 | Parámetros climáticos promedio de Soto del Real en el periodo 1979-2003 | Parámetros climáticos promedio de Soto del Real en el periodo 1979-2003 | Parámetros climáticos promedio de Soto del Real en el periodo 1979-2003 | Parámetros climáticos promedio de Soto del Real en el periodo 1979-2003 | Parámetros climáticos promedio de Soto del Real en el periodo 1979-2003 | Parámetros climáticos promedio de Soto del Real en el periodo 1979-2003 |
| Mes | Ene.                                                                    | Feb.                                                                    | Mar.                                                                    | Abr.                                                                    | May.                                                                    | Jun.                                                                    | Jul.                                                                    | Ago.                                                                    | Sep.                                                                    | Oct.                                                                    | Nov.                                                                    | Dic.                                                                    | Anual                                                                   |
| --- | ----------------------------------------------------------------------- | ----------------------------------------------------------------------- | ----------------------------------------------------------------------- | ----------------------------------------------------------------------- | ----------------------------------------------------------------------- | ----------------------------------------------------------------------- | ----------------------------------------------------------------------- | ----------------------------------------------------------------------- | ----------------------------------------------------------------------- | ----------------------------------------------------------------------- | ----------------------------------------------------------------------- | ----------------------------------------------------------------------- | ----------------------------------------------------------------------- |
| Temp. máx. media (°C) | 7.1                                                                     | 9.3                                                                     | 12.7                                                                    | 15.4                                                                    | 19.5                                                                    | 24.6                                                                    | 28.6                                                                    | 28.1                                                                    | 23.7                                                                    | 16.8                                                                    | 11.1                                                                    | 7.4                                                                     | 17.0                                                                    |
| Temp. media (°C) | 3.6                                                                     | 4.8                                                                     | 7.7                                                                     | 10.1                                                                    | 13.7                                                                    | 18.4                                                                    | 22.0                                                                    | 21.7                                                                    | 17.9                                                                    | 12.3                                                                    | 7.1                                                                     | 4.1                                                                     | 12.0                                                                    |
| Temp. mín. media (°C) | 0.0                                                                     | 0.3                                                                     | 2.6                                                                     | 4.8                                                                     | 7.8                                                                     | 12.1                                                                    | 15.4                                                                    | 15.3                                                                    | 12.0                                                                    | 7.8                                                                     | 3.0                                                                     | 0.8                                                                     | 6.8                                                                     |
| Precipitación total (mm) | 67.2                                                                    | 50.0                                                                    | 38.5                                                                    | 62.2                                                                    | 62.3                                                                    | 30.2                                                                    | 18.9                                                                    | 16.4                                                                    | 34.2                                                                    | 79.3                                                                    | 86.2                                                                    | 82.6                                                                    | 627.9                                                                   |
| Fuente: Ministerio de Agricultura, Alimentación y Medio Ambiente. Datos de precipitación para el periodo 1979-2003 y de temperatura para el periodo 1979-2003 en Soto del Real 11 de noviembre de 2012 |                                                                         |                                                                         |                                                                         |                                                                         |                                                                         |                                                                         |                                                                         |                                                                         |                                                                         |                                                                         |                                                                         |                                                                         |                                                                         |

### Vegetación

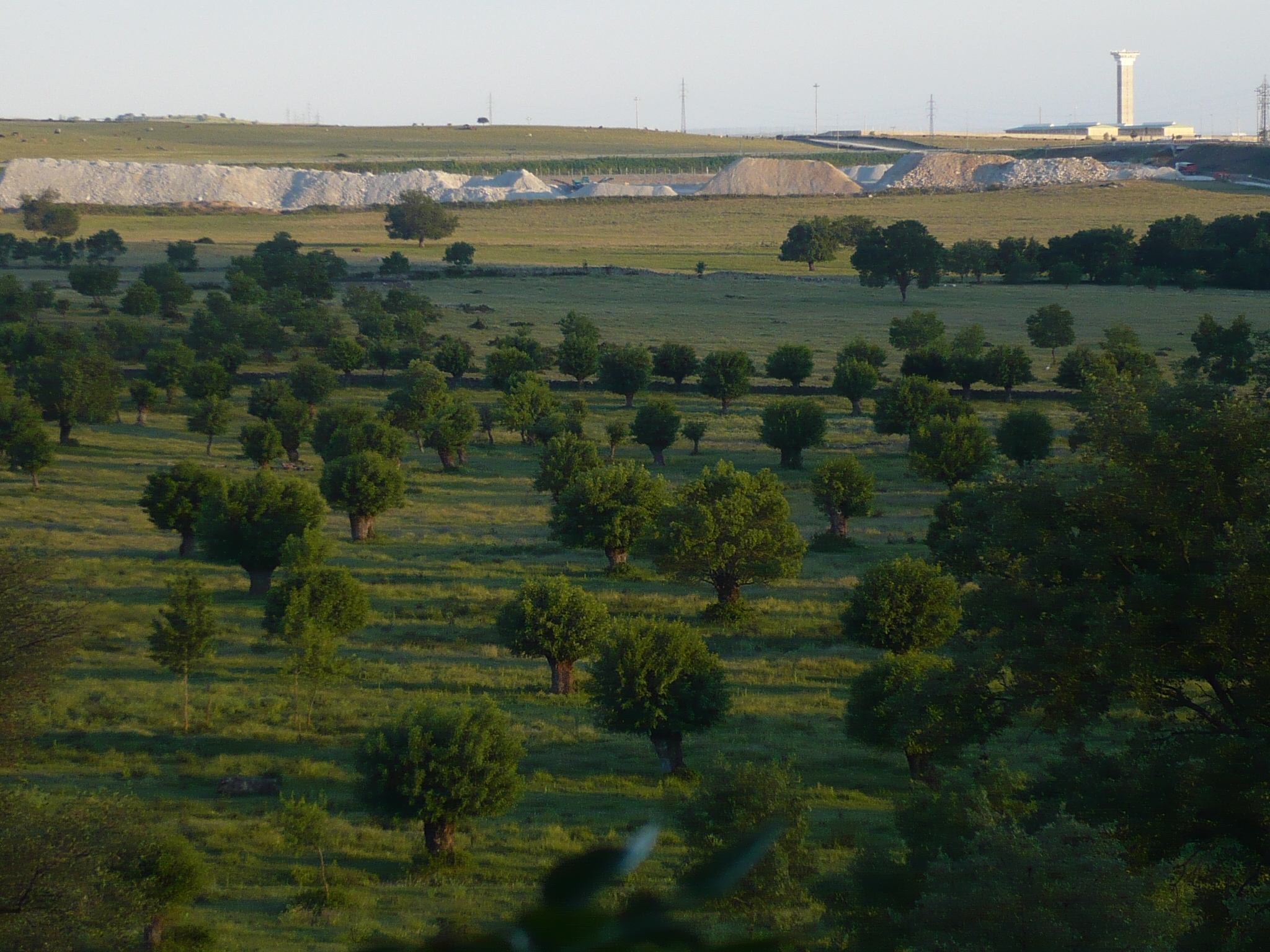
Dehesas de fresnos desmochados.

En el término municipal de Soto se puede observar una clara sucesión altitudinal de la vegetación.
En las zonas más deprimidas, que poseen unas condiciones de humedad edáfica muy altas, el fresno es el dominante, formando grandes dehesas que se aprovechan para el pasto del ganado vacuno. Estas dehesas de fresnos son ecosistemas sumamente ricos en fauna y flora. En algunos puntos el fresno se mezcla con quejigos, melojos y encinas.
En las dehesas y en el pueblo es muy fácil ver a las cigüeñas. La concentración de cigüeñas entre Soto y Manzanares es la mayor en Madrid. Esta ave se ha convertido en uno de los atractivos y símbolos de Soto. Las dehesas de fresnos forman el paisaje más identificativo de Soto del Real y son uno de sus principales recursos paisajísticos, culturales y naturales.
Cuando se sube en altura, dejando la fosa, los melojares aparecen desde aproximadamente los 1000 hasta los 1600 metros. El carboneo de principios y mediados del siglo XX dejó muchas de estas masas convertidas en tallares, masas jóvenes y muy densas. Por esta razón, buena parte de su zona potencial de distribución (sobre todo en su límite superior) fue repoblada por pinares. En el nivel del roble melojo también se encuentran zonas de encina, de chopo temblón, de fresnos y de enebro, siendo estas últimas masas consideradas, junto con otras iguales encontradas en el piedemonte carpetano, como únicas en la Península.
El siguiente piso de vegetación es el del pinar, que va aproximadamente desde los 1600 hasta los 1900 metros, pero que ha visto aumentada su área de distribución gracias a las repoblaciones de mediados de siglo XX. La especie autóctona de estos pinares, y la más abundante, es el pino silvestre, aunque también se encuentran pinos laricios y resineros. Es muy típica la estampa que forma en su asociación junto con el helecho.
Ya cercanas las zonas de cimas, con un clima más duro, el pinar ralea y se alternan algunos ejemplares de pinos con un claro porte en bandera con el matorral de altura, compuesto por el piorno serrano, el enebro rastrero y el brezo.
En la zona de cimas la escasa protección del viento hace que incluso el matorral desaparezca y crezca un pastizal, que como especie más característica cuenta con la Festuca indigesta.

## Transporte público
Soto del Real tiene seis líneas de autobús, cuatro de ellas teniendo cabecera en el intercambiador de Plaza de Castilla y otras dos en Colmenar Viejo: 
| Línea | Recorrido                                                                       |
| ----- | ------------------------------------------------------------------------------- |
| 720   | Estación de Colmenar Viejo - Collado Villalba                                   |
| 721   | Madrid (Plaza de Castilla) - Colmenar Viejo                                     |
| 724   | Madrid (Plaza de Castilla) - Manzanares el Real - El Boalo                      |
| 725   | Madrid (Plaza de Castilla) - Miraflores de la Sierra - Bustarviejo - Valdemanco |
| 726   | Madrid (Plaza de Castilla) - Guadalix de la Sierra - Navalafuente               |
| 728   | Estación de Colmenar Viejo - Soto del Real - Manzanares el Real                 |

## Tren
Soto del Real dispone de una estación de tren (estación de Manzanares-Soto del Real) que desde 2011 está sin servicio ya que se dejó de usar el Ferrocarril directo Madrid-Burgos. En el plan de 2009-2015 de ampliación de la red de Cercanías de Madrid se predisponía a que esta estación volviese a estar operativa para dar servicio a todos los pueblos de la sierra de Guadarrama para descongestionar el tráfico de todas las mañanas de la carretera M-607.
El 29 de junio de 2022 el Ministerio anuncia que Adif impulsa la ampliación de la red de Cercanías de Madrid con la licitación del contrato para prolongar la actual línea C-4B, que actualmente finaliza en Colmenar Viejo, hasta Soto del Real.
A finales de 2023, dieron comienzo las obras para la ampliación de la línea desde Colmenar Viejo hasta esta estación con un plazo de ejecución de 24 meses.
Además, Soto del Real contaba con otro apeadero situado a las afueras del municipio, junto a la M-608 (carretera de Guadalix de la Sierra). El apeadero en cuestión consistía únicamente en un andén de hormigón en curva.

## Historia

### Origen
Los orígenes de Soto del Real se remontan a la época romana, de la que quedan únicamente un par de piedras grabadas, y en la que a lo mejor hubo algo de poblamiento.
De la época visigoda se encuentran restos de un antiguo poblado. Cuando se produjo la ocupación e influencia musulmana de la zona de Madrid por parte del islam, en primera instancia se asentaron en los antiguos poblados visigodos, como fue en el caso de este pueblo o de Colmenar Viejo.
El comienzo de un poblamiento más estable aquí es ya con la Reconquista. Sus primeros pobladores fueron pastores segovianos que se asentaron en este cruce de caminos.
La mayor parte de la información de esta época se tiene con el litigio entre los concejos de Segovia y de Madrid por las tierras situadas entre esta última y la Sierra. Este litigio comenzó en el siglo XII, los dos concejos se alternaron el apoyo del rey. Segovia colonizó mucho todas estas tierras, mientras que Madrid fue más pasiva. Ambos concejos consideraron que el otro se asentaba en sus territorios y reclamaron al rey. Segovia asentó algunos de sus territorios, pero se les obligó a retirar sus poblaciones de Colmenar y Manzanares. Al no retirarlas se las quemaron, suceso del cual puede venir el nombre de leyenda de Soto: Casas Quemadas. Los segovianos las volvieron a construir y los otros a quemar. El rey, para calmar los muy alborotados ánimos, ordenó que toda esta zona de Manzanares se dejase de poblar y que quedase bajo su mando (por eso lo del Real) hasta que él se lo adjudicara a algunos de los dos concejos, concediéndoles a los dos los derechos de explotación de pastos, leña, etc. de la zona.

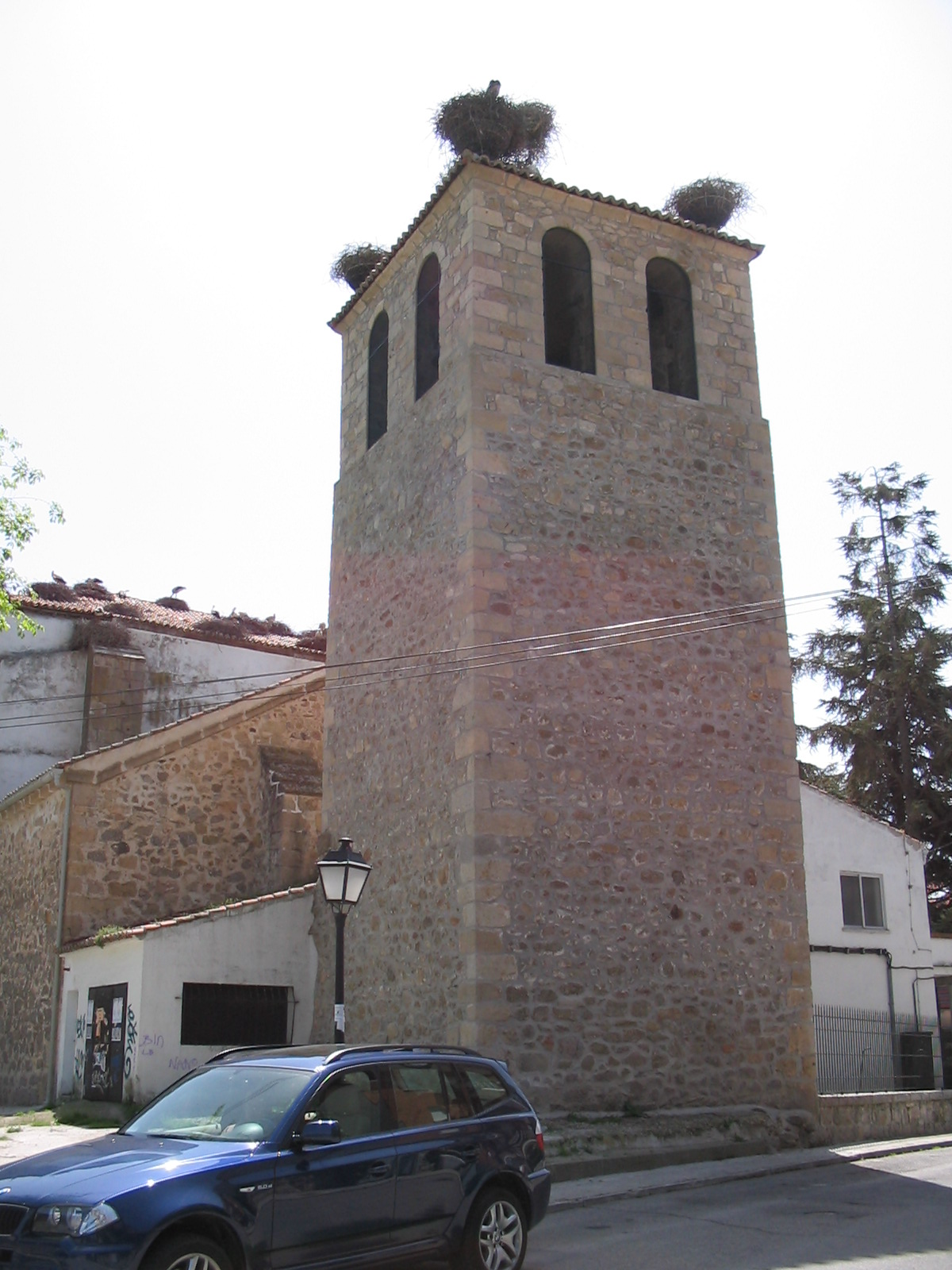
Parroquia de la Inmaculada Concepción. Construida durante muchos siglos, combina desde el románico hasta el barroco.

En el siglo XIII los concejos pierden fuerza en detrimento de los señoríos. Fernando IV cede las tierras del Real de Manzanares a Alfonso Fernández, hijo del Infante Fernando de la Cerda. Tiempo después pasó a manos de Doña Leonor de Guzmán (concubina de Alfonso XI). A su muerte volverá a manos de la Corona. El cambio de manos terminará cuando Juan I, en 1389, cedió su tenencia a Pedro Gómez de Mendoza, compensando con ello a la familia de los Mendoza por la pérdida de Torija. Después pasó a ser propiedad de los Gómez de Toledo, para volver luego a ser de los Mendoza, a los que perteneció hasta el siglo XIX. Juan II en 1436 la dona al marqués de Santillana como señorío perpetuo (condado).
Su conformación como pueblo independiente y la obtención del título de Villazgo tuvieron lugar el 31 de diciembre de 1568. Felipe II concede a Chozas de la Sierra la exención del Real de Manzanares con todos los atributos y signos de poder, "horca y cuchillo, picota, cárcel y cepo". Junto con la independencia del Real, el pueblo cambia su emplazamiento a uno menos malsano.

### Edad Moderna
Ya en 1596, Chozas era uno de los puntos fundamentales del camino que unía las villas de Manzanares el Real y Guadalajara.
De los siglos XVII y XVIII solo se tienen los datos que proporcionan los censos de población. En esta época las tasas de natalidad y mortalidad son altísimas, con una estructura demográfica propia del antiguo régimen.

### Edad Contemporánea
El diccionario de Pascual Madoz nos describe Chozas como un lugar insano, con 45 casas, una escuela y una iglesia. Tenía pocos cultivos y el principal era el centeno. Tenía muchos pastos y mucha ganadería lanar y bovina, así como montes con caza menor.
Históricamente, aunque tenían cierta importancia la propiedad privada y de la Iglesia, lo más relevante era la propiedad comunal. Durante todo el siglo XIX, las desamortizaciones y arriendos cambiarán esta realidad. Además, la venta de terrenos, que legalmente no debían haberlo sido, dejaron a Soto con menos de la mitad de los terrenos comunales que le hubieran correspondido. En Soto se llegaron a vender vías pecuarias, aunque se recurrió contra ello. La gran perjudicada fue la ganadería, que se quedó sin pastos libres. Su economía sufrió.
Del pueblo no se tienen apenas datos de la primera parte del siglo XX. Después de la Guerra Civil, Soto tuvo un gran estancamiento y se empezó a recuperar en los 60 con el crecimiento urbanístico.
Antes de comenzar el crecimiento, la estructura urbana de Soto eran tres barrios casi unidos, todos de casas bajas blancas de un piso, la mayor parte sin agua y sin luz. No había aceras y las calles no estaban asfaltadas. El primer barrio se estructuraba en torno a la plaza del Arzobispo Morcillo, el segundo alrededor de la plaza del Ayuntamiento y el tercero se situaba por la zona donde se encuentra actualmente el Centro de Investigaciones Científicas de la Comunidad de Madrid. La población basaba su sustento en el sector primario, con muy poca importancia de los otros dos sectores.

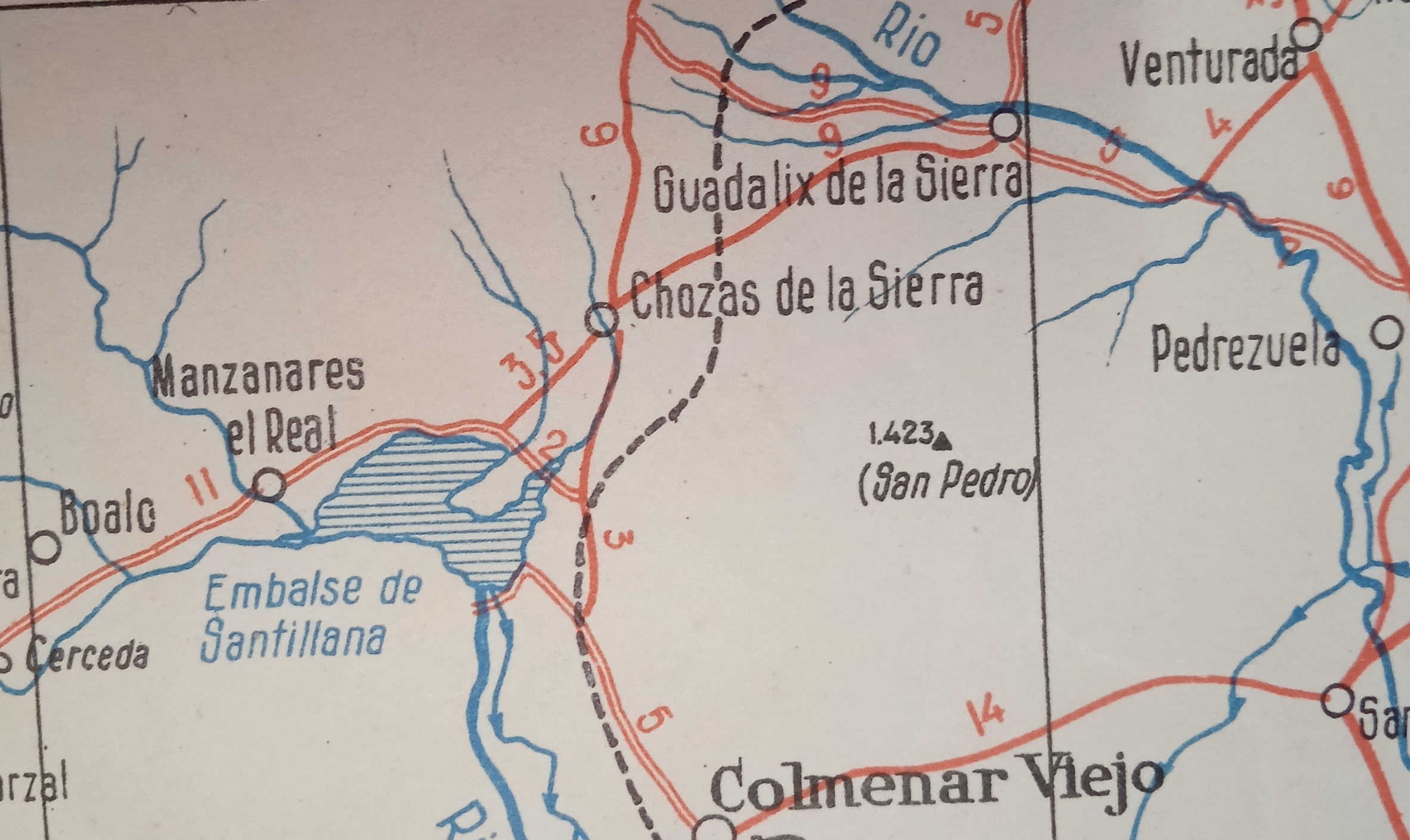
Chozas de la Sierra en la Guía Militar de Carreteras de España n.º 8, marzo 1939

En las últimas décadas ha tenido un impresionante desarrollo urbanístico que lo han llevado de tener 421 habitantes en 1960 a los más de 9.000 actuales. En 1959 el municipio de Chozas de la Sierra cambió su nombre por el actual, Soto del Real.
Este desarrollo urbanístico ha sido a base de urbanizaciones. Estas en su comienzo fueron colonias de casas bajas y trama cuadriculada. Después el modelo cambió a urbanizaciones masivas de chalets, que conforman el paisaje urbano mayoritario en este pueblo. La construcción de bloques de pisos ha sido minoritaria y en buena parte a costa de las antiguas casas del pueblo, de las que ya solo quedan unos pocos ejemplos.

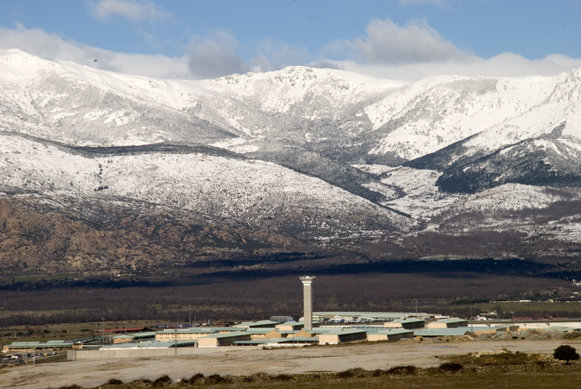
Prisión de Soto del Real.

En 1995 se construyó el Centro Penitenciario Madrid V o Prisión de Soto del Real. Su construcción causó cierta polémica entre los habitantes del pueblo.
En 1998 el centro del pueblo se remodeló, creando un nuevo ayuntamiento y una nueva plaza del pueblo completamente peatonal. También se inauguró el polideportivo municipal.
En los últimos años se ha construido el Viaducto Arroyo del Valle, parte de la línea Madrid-Valladolid del AVE.

## Denominación
La denominación actual data de 1959, momento en el que el Ayuntamiento de la época propone un cambio de nombre a la delegación de gobierno, ya que consideraba antiestético y malsonante el nombre de Chozas de la Sierra. Uno de los promotores del cambio fue el arzobispo Morcillo, procurador de las Cortes franquistas y natural de la villa.
Las opciones que se plantearon en su día fueron tres: Soto del Real, Alameda de la Sierra o mantener el nombre histórico. El primer término (el nombre actual), Soto, hace referencia a los numerosos árboles y sotos que rodean al pueblo, y el segundo, del Real, alude al Real de Manzanares, al que perteneció. El segundo se refiere a las amplias alamedas que había en el pueblo, siendo que en esta zona los olmos reciben el nombre de álamos. Estas olmedas se perdieron casi por completo a causa de la grafiosis. Los dos nombres que ha tenido el pueblo se reflejan en el escudo de armas actual.

## Demografía
Cuenta con una población de 9441 habitantes (INE 2024).
| Gráfica de evolución demográfica de Soto del Real entre 1842 y 2021 |
| |
| Población de derecho según los censos de población del INE Población de hecho según los censos de población del INEEn estos censos se denominaba Chozas de la Sierra: 1842, 1857, 1860, 1877, 1887, 1897, 1900, 1910, 1920, 1930, 1940 y 1950 |

En el momento de su constitución como villa independiente se dice que Chozas tiene entre 80 y 90 vecinos (con huérfanos y viudas). Hay que aclarar que en este y otros recuentos de población posteriores, el término vecino suele hacer referencia a cabezas de familia, el resto de población no se menciona, a excepción de las viudas. Para calcular la población total se suele otorgar al vecino un valor cercano a 4 personas,  por lo que en este caso la población rondaría las 300-350 personas.
Después en las Relaciones Topográficas de Felipe II se dirá que tiene 92 pecheros (equivalente a vecino) y 368 personas.
En 1713 tenía 70 personas, según el vecindario de Campoflorido.
En el Catastro de Ensenada (1749-1756) Chozas tiene 40 vecinos.
En 1768, según el censo del Conde de Aranda vivían en Chozas 244 personas y había 52 viviendas, lo cual cuadra poco con un crecimiento tan alto y hace dudar del resultado del vecindario.
En el censo de Floridablanca (1785-1787) tiene 216 habitantes.
En dos censos en 1827 y 1848 (Pascual Madoz) tiene 213 y 168 habitantes, respectivamente. Esto muestra un fuerte descenso demográfico y que en varios siglos no se alcanzan los niveles del siglo XVI.
El pueblo creció y en 1889 tenía 100 casas, pobres, de un solo piso, sin alineación y las calles sin nombre.
En 1910 tiene 320 habitantes.
En el año 2008, los datos del INE señalaban una población de 8.188 habitantes, lo que supondría una densidad de población de 194,17 habitantes por km².
En el año 2014 la cifra subió hasta 8.482 habitantes según el Instituto Nacional de Estadística. El censo de población en 2013 subió 8.519 habitantes según el Instituto Nacional de Estadística (España).
Según los datos proporcionados por el INE, en 2019 el municipio contaba con una población de 8.799 habitantes, siendo su densidad de 208,65 habitantes por km². 
| 421 | 695 | 1020 | 1347 | 1715 | 2689 | 3992 | 6166 | 7137 | 7865 | 8188 | 8483 | 8607 | 8694 | 8799 |

## Política
| Periodo   | Nombre                                                              | Partido       |
| --------- | ------------------------------------------------------------------- | ------------- |
| 1979-1983 | Domingo Sanz Pozas                                                  | Independiente |
| 1983-1987 | José Morcillo González                                              | AP            |

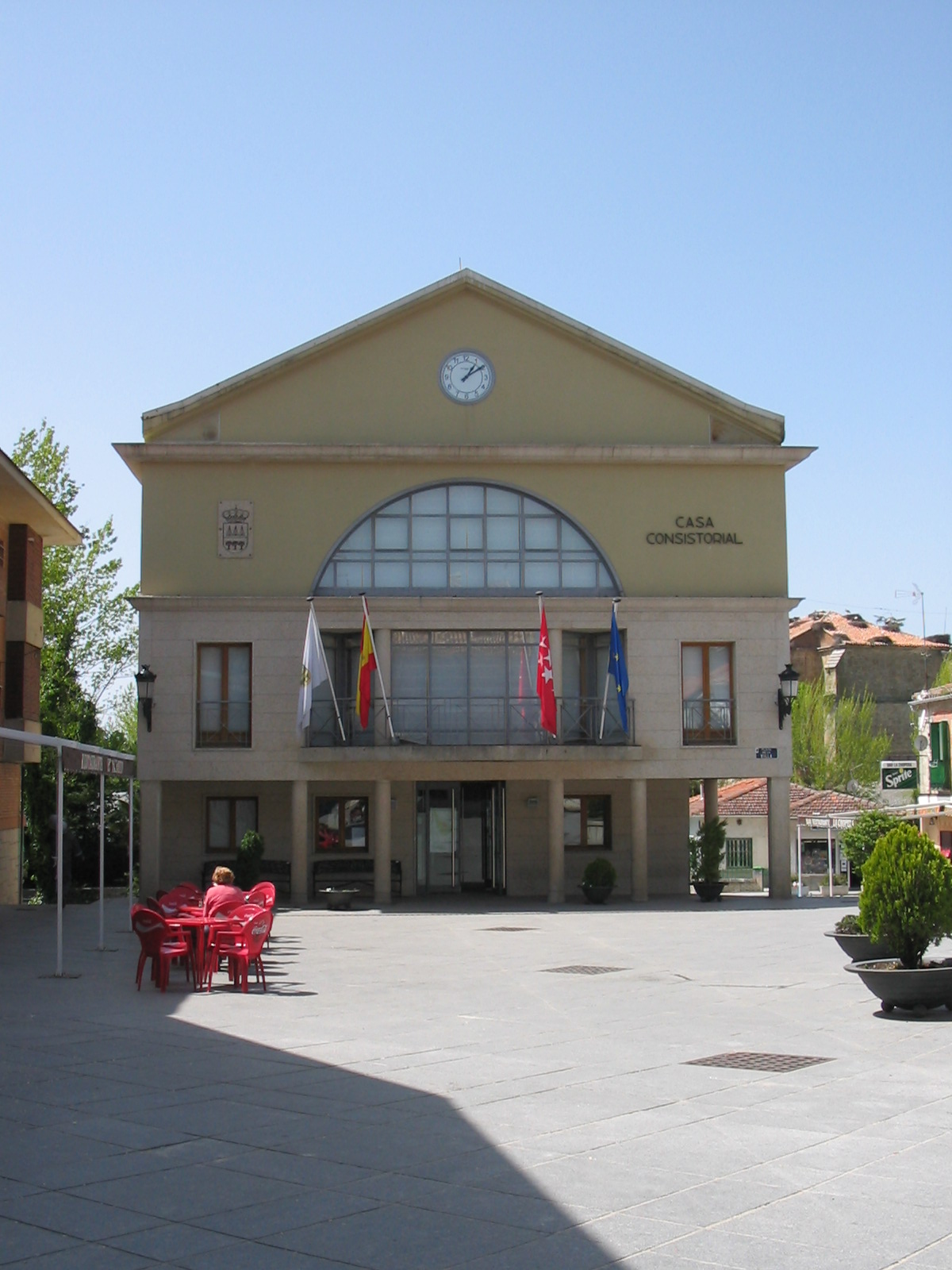
Ayuntamiento de Soto del Real.

| 1987-1991 | Domingo Eladio Navarro Castillo (hasta 1989) José Luis Sanz Vicente | CDS PP        |
| 1991-1995 | Domingo Eladio Navarro Castillo (hasta 1993) José Luis Sanz Vicente | CDS PP        |
| 1995-1999 | José Luis Sanz Vicente                                              | PP            |
| 1999-2003 | José Luis Sanz Vicente                                              | PP            |
| 2003-2007 | José Luis Sanz Vicente                                              | PP            |
| 2007-2011 | Encarnación Rivero Flor                                             | PP            |
| 2011-2015 | Encarnación Rivero Flor                                             | PP            |
| 2015-2019 | Juan Lobato                                                         | PSOE          |
| 2019-2023 | Juan Lobato (hasta 2021) Noelia Barrado Olivares                    | PSOE          |
| 2023-act. | Noelia Barrado Olivares                                             | PSOE          |

## Educación
En Soto del Real hay cuatro guarderías (una pública y tres privadas), dos colegios públicos de educación infantil y primaria, y un instituto de educación secundaria. Soto del Real dispone de un instituto público que provee de secundaria y bachiller y un colegio concertado católico que oferta infantil, primaria, secundaria, bachiller y formación profesional de grado medio y superior. 
Dispone de una prisión para reeducar y reinsertar, siendo una de las prisiones mejor equipadas. Cuenta con modernas instalaciones deportivas (una piscina, dos pistas de squash, canchas de balonmano, baloncesto y futbolito, gimnasios...) y culturales (talleres y centros educativos).

## Fiestas

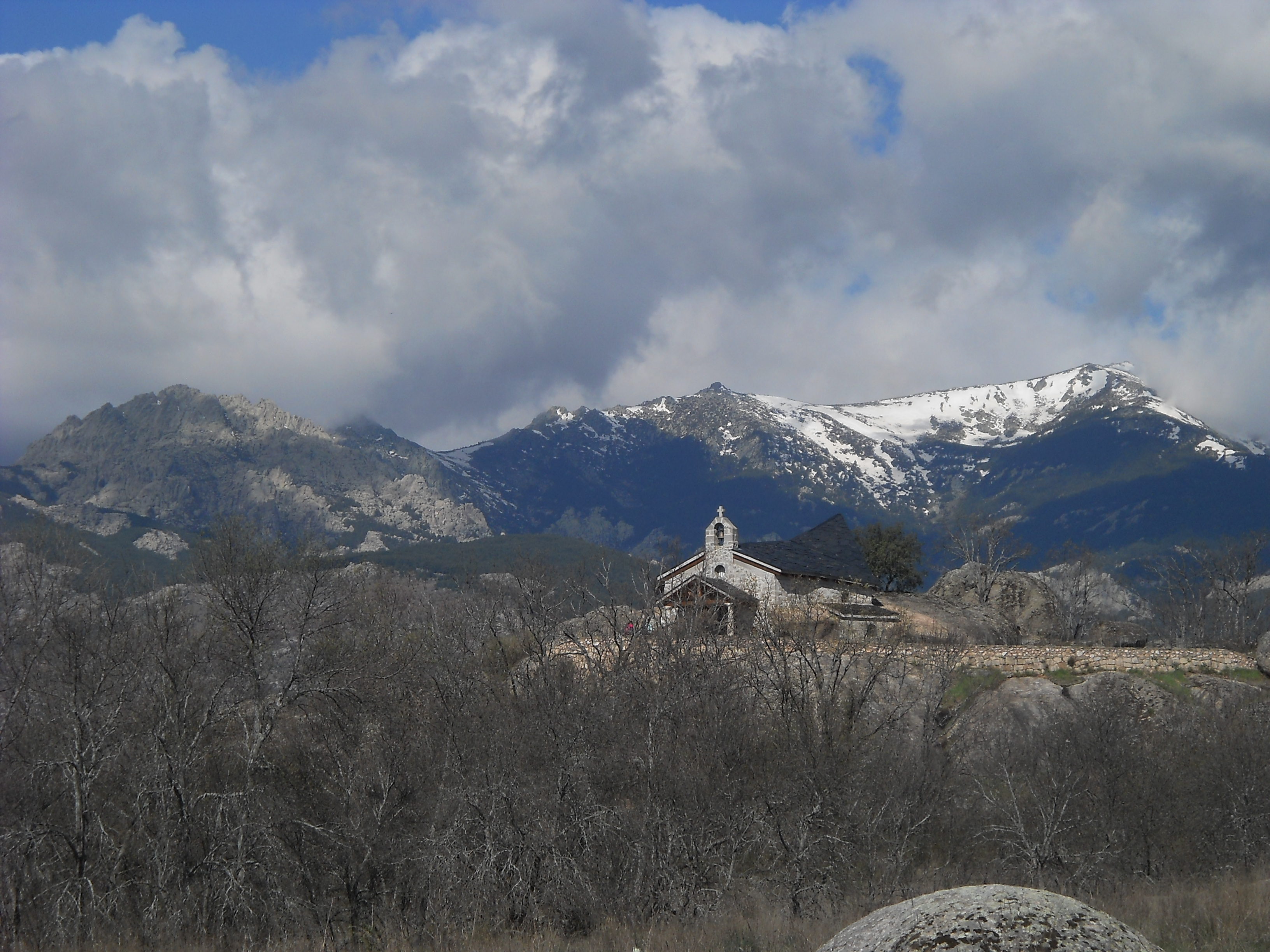
Ermita de la Virgen del Rosario

Las principales fiestas del pueblo se celebran el primer fin de semana de agosto, en honor de la Virgen del Rosario.
Desde el 1 de agosto hasta el 9 de agosto, final de las fiestas, se instala en el parque del pueblo una feria.
El 15 de agosto se sube a la Virgen a la ermita, y en su explanada se prepara una caldereta con patatas.
El 7 de octubre es el día de la patrona.
También se ha recuperado desde hace poco la fiesta de la Maya, que se celebra el 3 de mayo, aunque ésta es más típica de Colmenar Viejo.

### Estadística
- Instituto de Estadística de la Comunidad de Madrid > Ficha municipal Archivado el 4 de marzo de 2016 en Wayback Machine.
- Instituto de Estadística de la Comunidad de Madrid > Series estadísticas del municipio

### Callejero, cartografía y fotografía aérea
- Instituto de Estadística de la Comunidad de Madrid > Nomenclátor Oficial y Callejero
- OpenStreetMap
- Carretera Colmenar Viejo - Chozas de la Sierra - Miraflores de la Sierra (s. XIX) - Capitanía General de Castilla la Nueva. Estado Mayor

- Datos: Q53697
- Multimedia: Soto del Real / Q53697